# Skuldelevi hajók

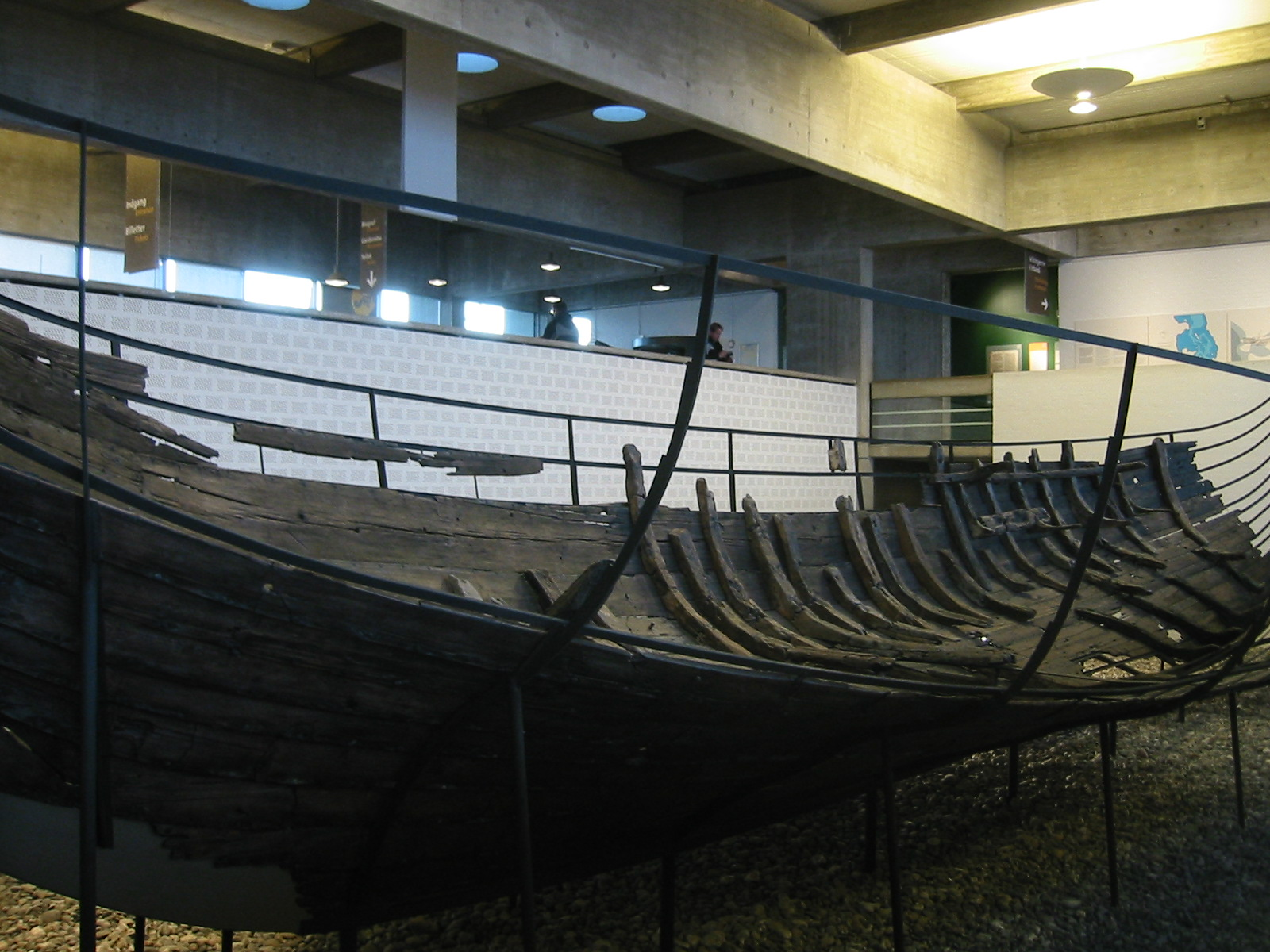
A nagyobbik kereskedelmi hajó a roskildei múzeumban

A skuldelevi viking hajók a víz alatti régészet első jelentősebb leletei közül valók.
Dán búvárok 1957-ben vizsgálták meg először alaposabban azt a hajóroncsot, amely a Roskilde-fjordban eltorlaszolta a hajóutat. A helyiek Margit királynő hajójának nevezték, mert azt hitték, hogy 1400 körül ő süllyeszttette el, a fosztogató kalózoktól védendő az akkori dán fővárost. A kutatók legnagyobb meglepetésére kiderült, hogy nem egy, hanem öt hajóról volt szó, amelyet sokkal a királynő uralkodása előtt, a vikingkorban süllyesztettek a tenger mélyére.
Miután megfeszített munkával elhordták a köveket és elkészítették a lelet térképét, 1962-ben sor került a hajók maradványainak kiemelésére. Ehhez először ideiglenes gáttal vették körül a területet és kiszivattyúzták a vizet, majd szinte egyenként emelték ki az ötvenezer roncsdarabot. A rekonstruálás után a hajók ma a roskildei viking hajók múzeumában láthatók.

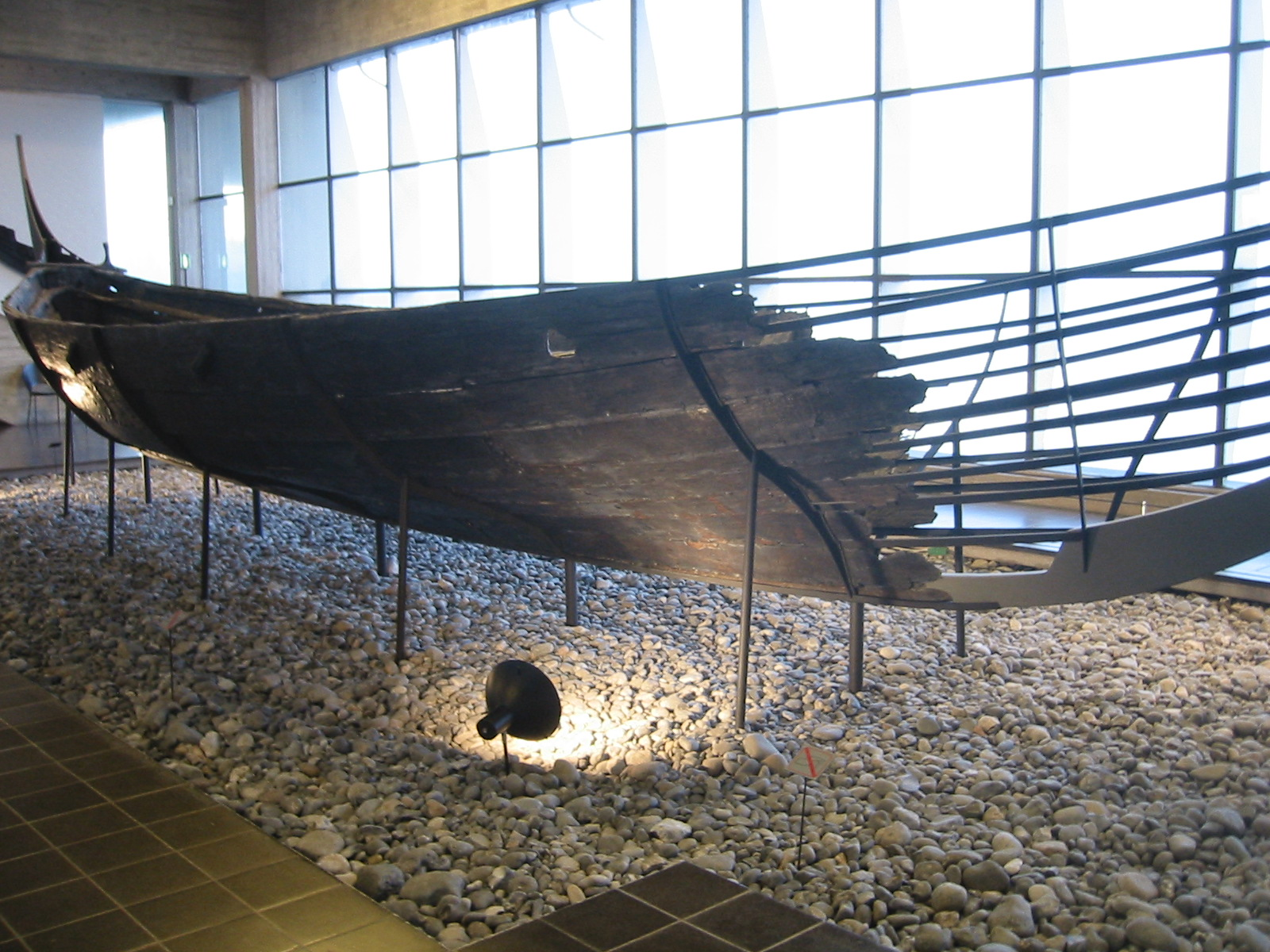
A kisebb kereskedelmi hajó a roskildei múzeumban

Az öt hajóból kettő hadihajó, kettő kereskedelmi hajó, az ötödik pedig partmenti közlekedésre volt alkalmas. A két hadihajó közül a nagyobbik a legnagyobb ismert viking hajó, egyike a híres hosszúhajóknak. Megközelítően 30 m hosszú és 3,8 m széles, a legénysége 70-80 harcosból állt. Az anyag analízisekor kiderült, hogy Dublin közelében építették 1042 körül. 15-20 csomós sebességével a leggyorsabb volt a hajók között. A kisebbik, snigg típusú hadihajónak csak 30 fős legénységre volt szüksége, de ennél több harcos szállítására volt alkalmas, és mint kiderült, a faanyagát egy másik hajótól „kölcsönözték” a hajóépítő mesterek.
A nagyobbik kereskedelmi hajó 16 m hosszú és 4,8 m széles volt, tipikus atlanti-óceáni hajó, amelynek belsejében rengeteg áru fért el, és elsősorban az izlandi, grönlandi utakra használták. Ezt a típust ma knarr néven ismerik. A másik áruszállító hajó, amely a legépebben megmaradt, az un. byrding típusú hajó kisebb, elegánsabb volt, és inkább a Balti-tengeren használták. Valahol Dániában építették tölgyfából, s a legénysége mindössze 5-6 főből állt. Az ötödik hajó volt a legkisebb, mindössze 11,2 m hosszú és 2,5 m széles, 1030 körül épült Nyugat-Norvégiában. Valószínűleg halászhajó lehetett.

## Külső hivatkozások
- A roskildei viking hajók múzeuma (mind az öt hajó részletes bemutatásával)
- A norvégiai viking hajók felsorolása és egyéb érdekességek sok fotóval (angol, norvég)